# Třebomyslice
Třebomyslice jsou vesnice, část města Horažďovice v okrese Klatovy v Plzeňském kraji. Nachází se čtyři kilometry severozápadně od Horažďovic v blízkosti hranic okresu Strakonice a okrese Plzeň-jih.

## Historie

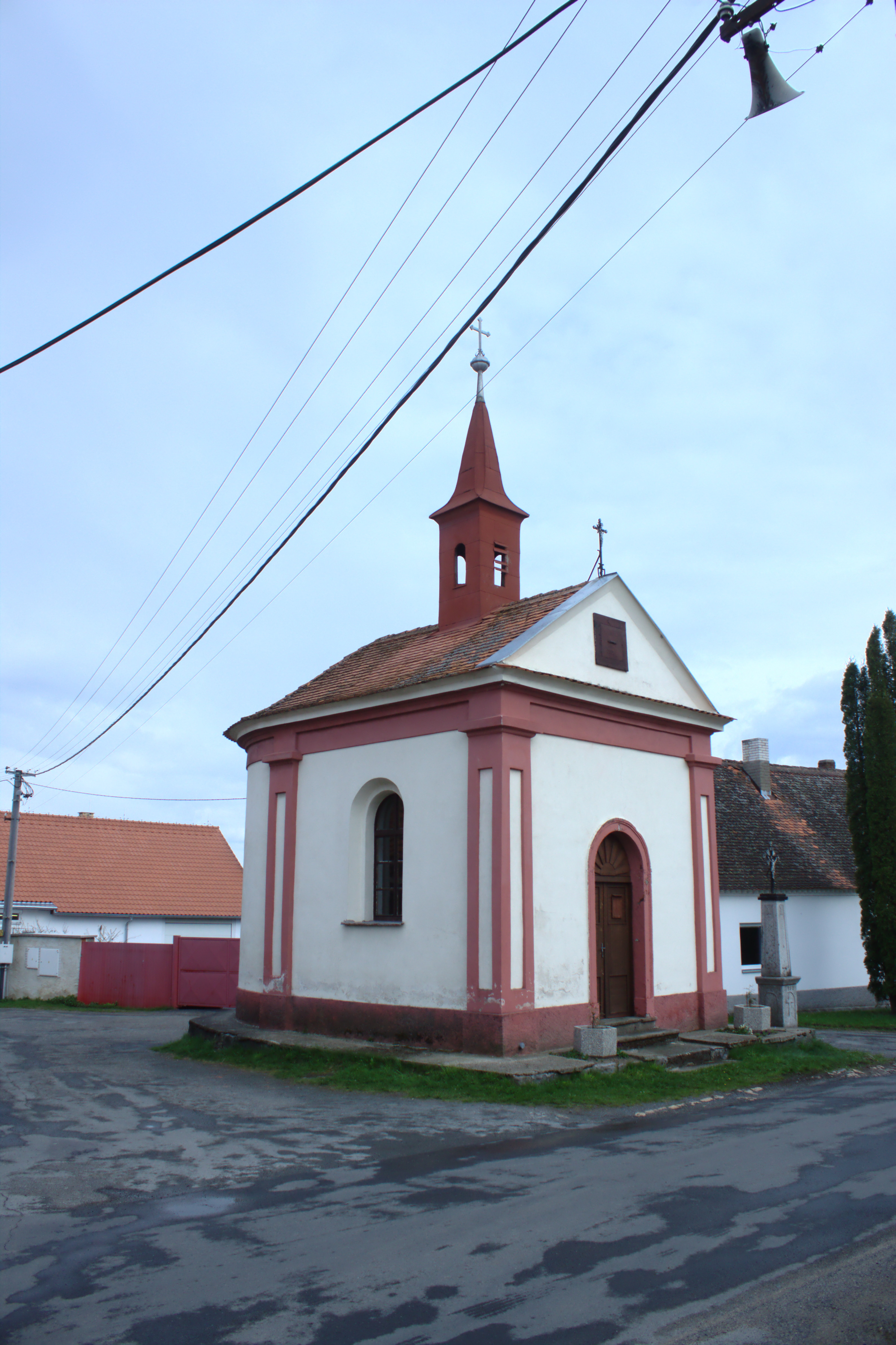
Kaplička v Třebomyslicích

První písemná zmínka o vesnici pochází z roku 1381, kdy zde na vladyckém statku zemřela Anna vdova po Oldřichu. Na druhém statku sídlila rodina Dubských z Třebomyslic, kde byl v letech 1396–1429 zmíněn jistý Vilém Dubský z Třebomyslic. Ve vsi v té době byla zmíněna ještě další rodina, která měla ve štítě husu, ale kolem roku 1448 byla již usedlá dále v jižních Čechách. V letech 1513–1519 jsou zde již zmíněni první obyvatelé tvrze Chratští z Chrastu. Ves Třebomyslice byla roku 1699 prodána hraběti Václavu Vojtěchovi ze Šternberka, který je připojil k horažďovickému panství. Neobývaná tvrz potom v průběhu 18. století beze stopy zanikla.
Po roce 1800, kdy horažďovické panství získal hrabě Bernard Rummerskirch, byl ve vzdálenosti jeden kilometr od okraje obce Třebomyslice na vrchu Chrast vybudován patrový Gloriet. Jedná se o šestibokou stavbu, kde v přízemí byla umístěná kuchyně a v patře jídelna pro panstvo v čase honů a vycházek. Z romantického objektu se dochovaly pouze zcela zachovalé obvodové zdi.

## Obyvatelstvo
| Rok            | 1869 | 1880 | 1890 | 1900 | 1910 | 1921 | 1930 | 1950 | 1961 | 1970 | 1980 | 1991 | 2001 | 2011 | 2021 |
| -------------- | ---- | ---- | ---- | ---- | ---- | ---- | ---- | ---- | ---- | ---- | ---- | ---- | ---- | ---- | ---- |
| Počet obyvatel | 369  | 389  | 406  | 374  | 350  | 383  | 383  | 346  | 345  | 278  | 255  | 213  | 189  | 150  | 162  |
| Počet domů     | 49   | 54   | 58   | 62   | 66   | 66   | 75   | 81   | 76   | 73   | 72   | 71   | 72   | 70   | 78   |

## Obecní správa
Při sčítání lidu v letech 1850–1976 Třebomyslice byly samostatnou obcí, se kterým patřily nejprve do okresu Strakonice, ale v roce 1950 v okrese Horažďovice a od roku 1960 v okrese Klatovy. Od 30. dubna 1976 jsou částí města Horažďovice v okrese Klatovy. V letech 1850–1879 a od 1. července 1975 do 29. dubna 1976 k obci patřila Horažďovická Lhota.

## Pamětihodnosti
- Usedlost čp. 26
- Kaple
- Výklenková kaplička

## Fotogalerie

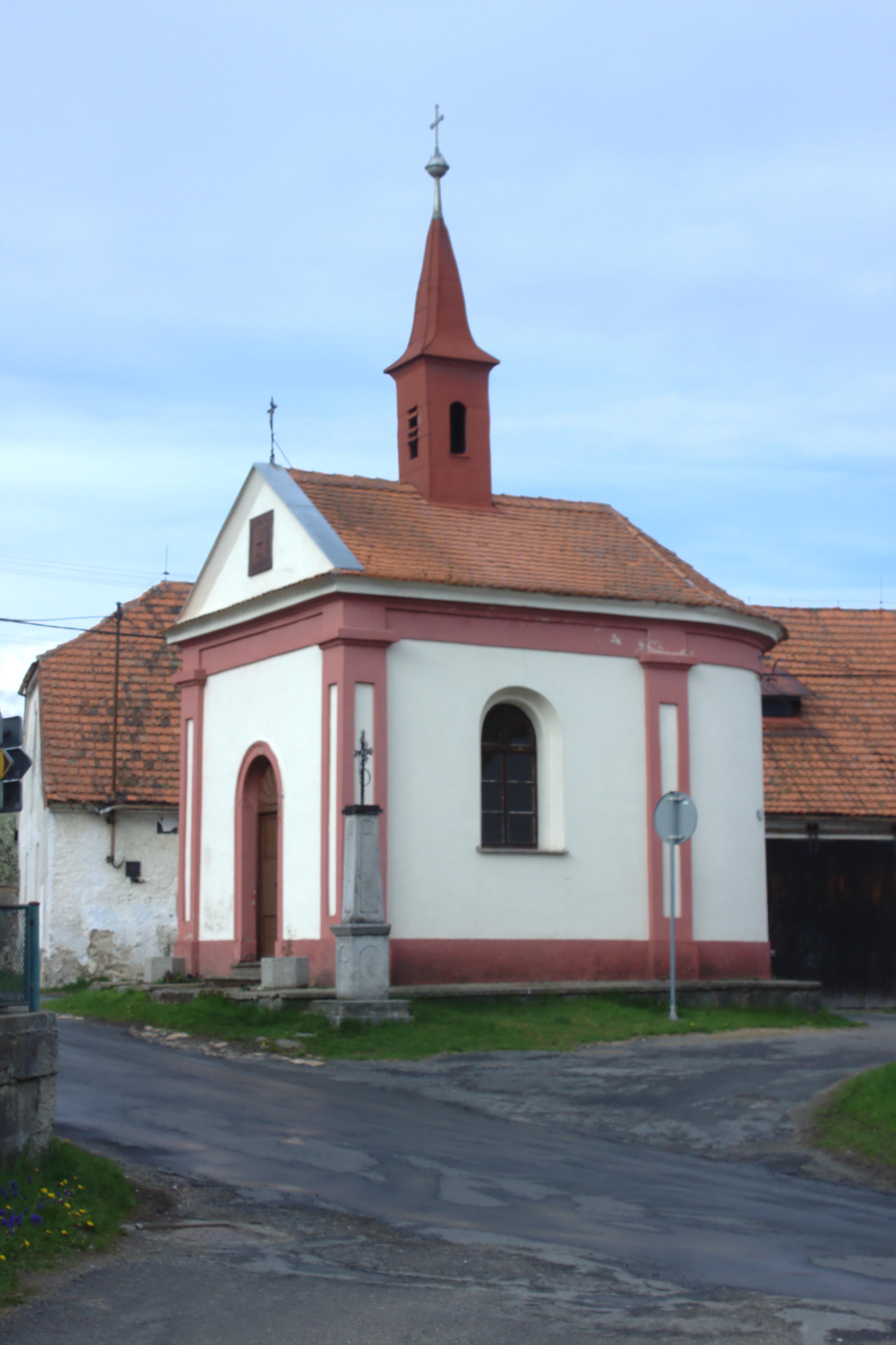
Kaple v Třebomyslicích
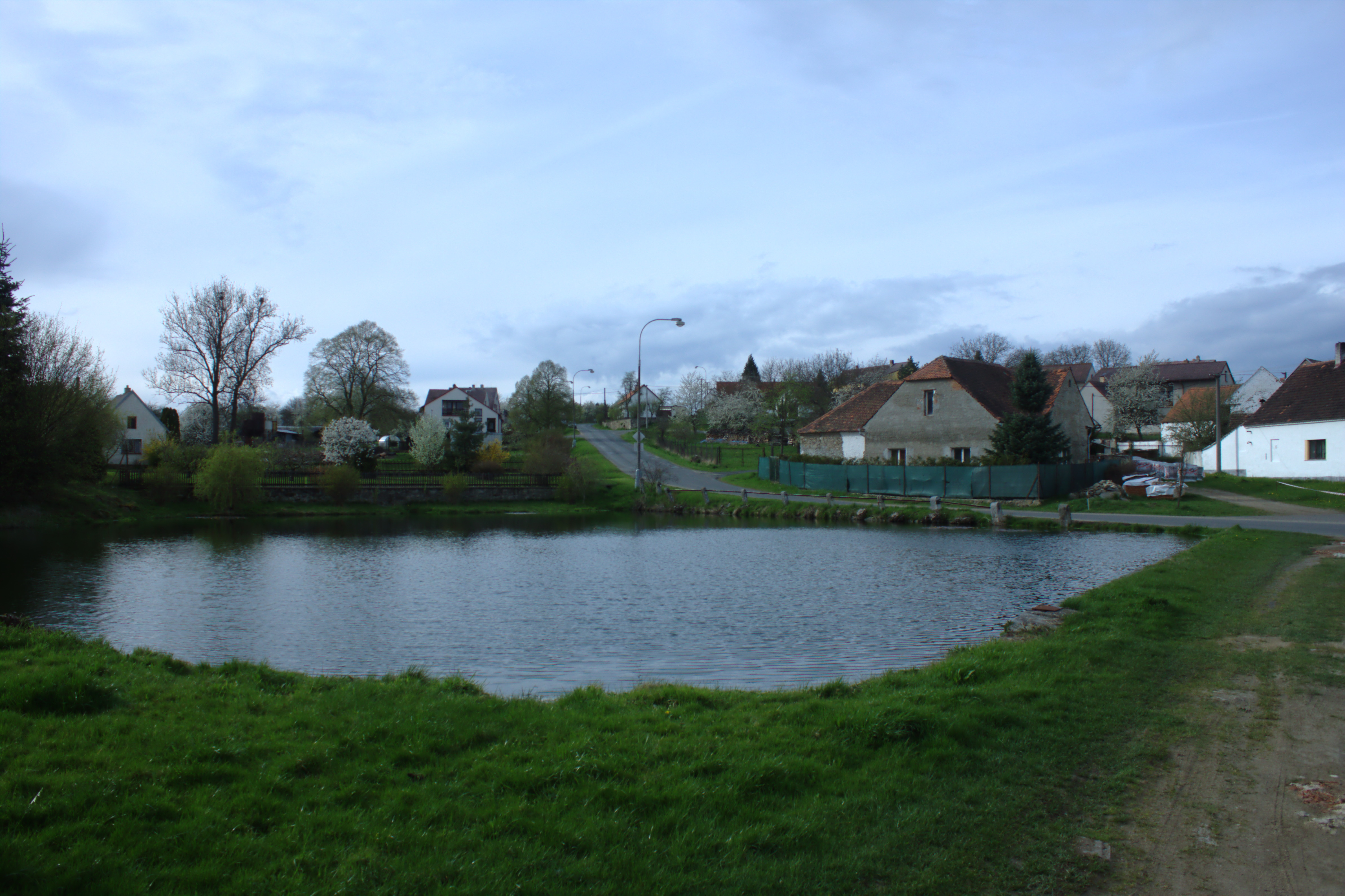
Rybník
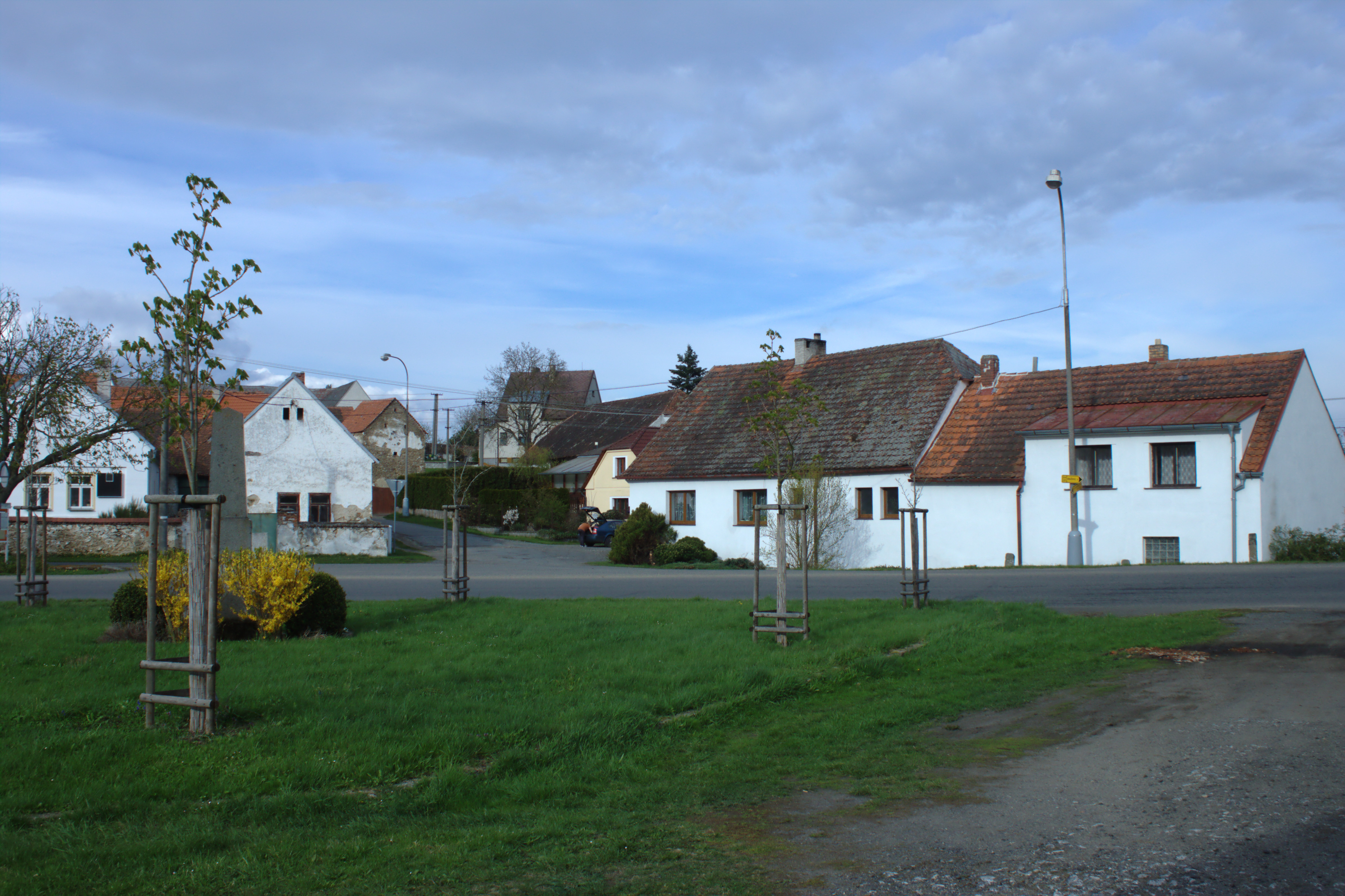
Náves